# Joan Sureda i Pons
Joan Sureda i Pons (Barcelona, 1949) fou el director del MNAC entre 1986 i 1991. Va ser l'encarregat de dur a terme el procés d'obres de rehabilitació i adaptació del Palau Nacional, i de crear un inventari de tota la col·lecció del museu. La seva proposta museística defensava la creació d'un museu que emmagatzemés però que alhora generés coneixement, motiu pel qual va crear un centre d'investigació i un altre de restauració. Cediria el seu càrrec a Xavier Barral.
Va ensenyar Història de l'Art a la Universitat del País Basc, la Universitat de Sevilla i la Universitat Complutense de Madrid, i és catedràtic d'història de l'art a la Universitat de Barcelona. És membre de la Reial Acadèmia de Belles Arts de Sant Ferran a Madrid i la Reial Acadèmia de Nobles i Belles Arts de Sant Lluís de Saragossa.

## Obra
- El Romànic Català. Pintura, 1975
- El Gòtic Català. Pintura. I, 1977
- La pintura romànica a Catalunya, 1981
- La pintura románica en España, 1981
- Sureda, Joan. La pintura gòtica catalana del segle XIV.  Barcelona: Els llibres de la frontera, 1989. ISBN 84-85709-82-9.